# Roderen
Roderen es una localidad y comuna francesa, situada en el departamento de Alto Rin, en la región de Alsacia.

## Demografía
| 631 | 644 | 682 | 769 | 817 | 863 |
| Para los censos de 1962 a 1999 la población legal corresponde a la población sin duplicidades (Fuente: INSEE [Consultar]) |     |     |     |     |     |